# Bentley

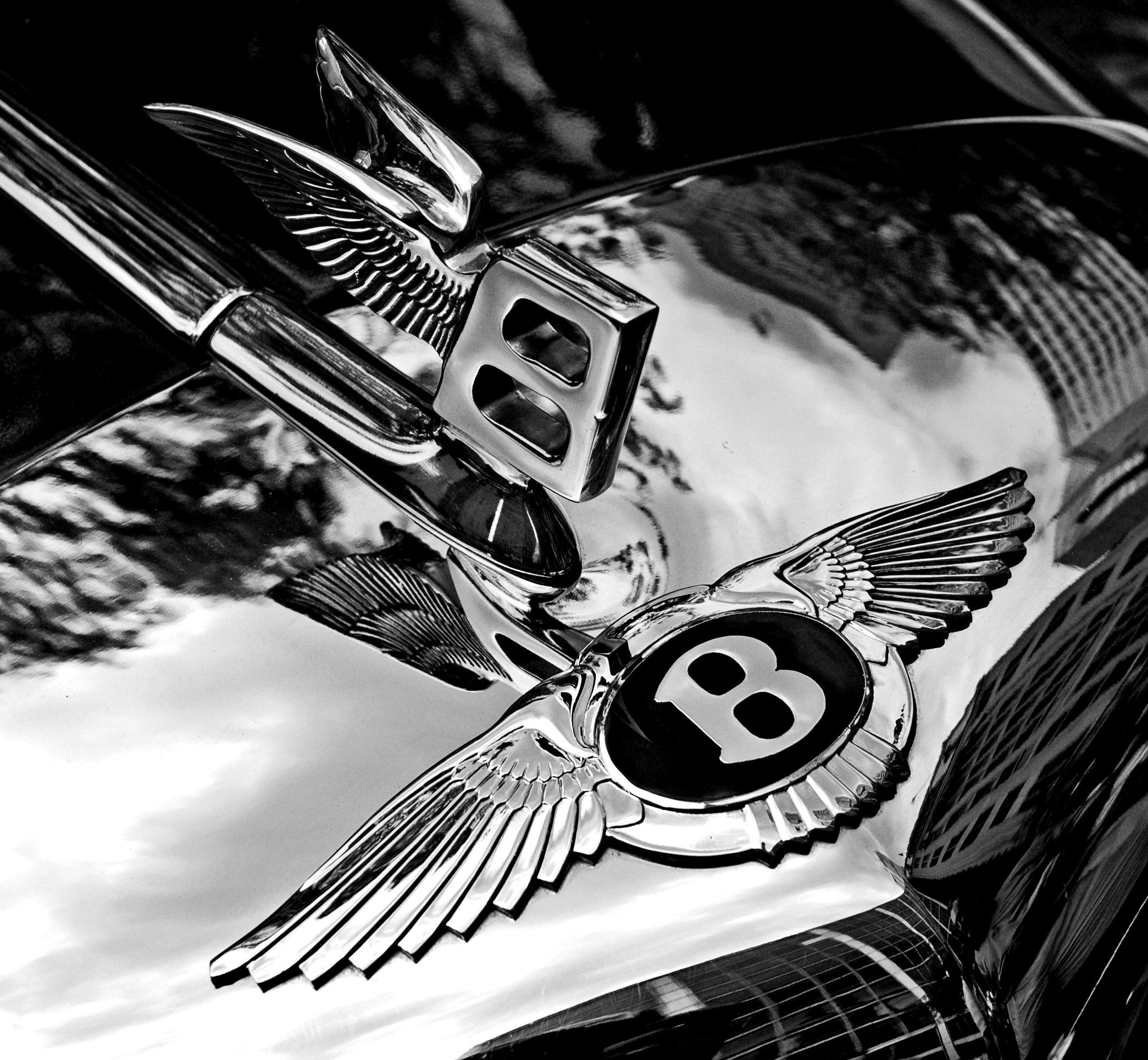
Bentleyho okřídlené „B“ ve znaku

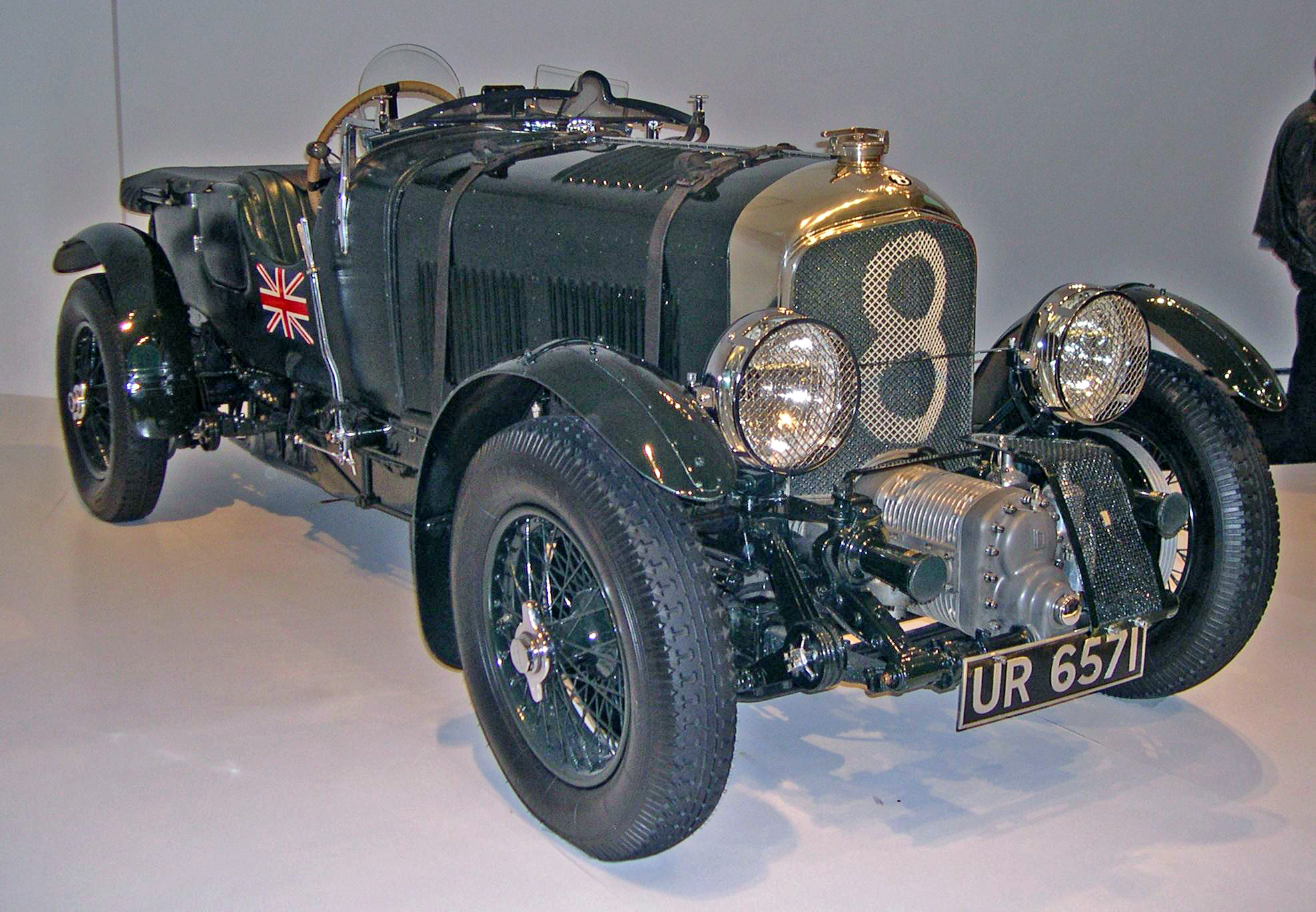
1929 „Blower“ Bentley ze sbírky Ralpha Laurena

Bentley Motors Limited je britský výrobce luxusních automobilů a vozů třídy GT. Společnost byla založena 18. ledna 1919 Walterem Owenem Bentleym, známým jako W. O. Bentley nebo prostě „W. O." (1888–1971). Byl znám hlavně díky svým rotačním leteckým motorům používaným v 1. světové válce, vedle typu Bentley B.R.1, který poháněl Sopwith Camel. Značné proslulosti dosáhl také motor Bentley B.R.2 ze stíhačky Sopwith 7F.1 Snipe. Od roku 1998 společnost Bentley vlastní Volkswagen Group. V rámci skupiny Volkswagen je Bentley od ledna 2022 součástí firmy Audi AG.

## Bentley, samostatná společnost
Skupina bohatých Britů, na poli automobilového průmyslu známých jako „Bentley Boys“ (dědic diamantových dolů Woolf Barnato, sir Henry Birkin, žokej George Duller, pilot Glen Kidston, automobilový novinář S. C. H. Davis a dr. Dudley Benjafield) držela pověst výkonných vozů naživu. Jednou v sázce jel Barnato závod Le Train Bleu, který vedl z Cannes do Calais, při němž museli závodníci na trajektu přeplout do Doveru a následně dojeli do Londýna. Závodilo se v normálním provozu na veřejných silnicích. Barnato tento závod vyhrál a jeho speciálně upravenému vozu 6. 5  L se začalo říkat Blue Train Bentley. Díky zapojení této skupiny do závodů společnost z Cricklewoodu zaznamenala čtyři po sobě jdoucí vítězství v 24 hodin Le Mans od roku 1927 do roku 1930. Jejím největším soupeřem té doby bylo Bugatti, jehož elegantní, lehké, ale křehké vozidlo bylo postaveno proti Bentleyho drsnému, trvanlivému a spolehlivému autu, uváděnému jako „nejrychlejší náklaďák světa“. Snad vzhledově nejvýraznějším Bentleyem doby byl 4. 5  L „Blower Bentley“ jehož kompresor vyčníval před spodkem mřížky chladiče. Na Bentleye byl netypicky křehký, nicméně to nebyl závodní stroj jako 6  L Bentley. V původních knihách se vozidlo stalo vozem Jamese Bonda, ve filmu ho nahradil vůz Aston Martin.
V roce 1925 stal Barnato prezidentem společnosti, po té jeho velká část jmění padla na udržení vozů Bentley nad vodou. Velká hospodářská krize v roce 1929 zničila poptávku po drahých výrobcích společnosti a tak v roce 1931 byla společnost Bentley prodána společnosti Rolls-Royce.

### První Bentleye
- 1921–1929 3  L
- 1926–1930 6½  L
  - 1928–1930 Speed Six
- 1926–1930 4½  L
  - 1928–1930 Blower
- 1930–1931 8  L
- 1931 4  L
- 1933–1937 3½  L
  - 1936–1939 4¼  L
- 1939–1941 Mark V
  - 1939 Corniche

## Bentley ve vlastnictví Rolls-Royce

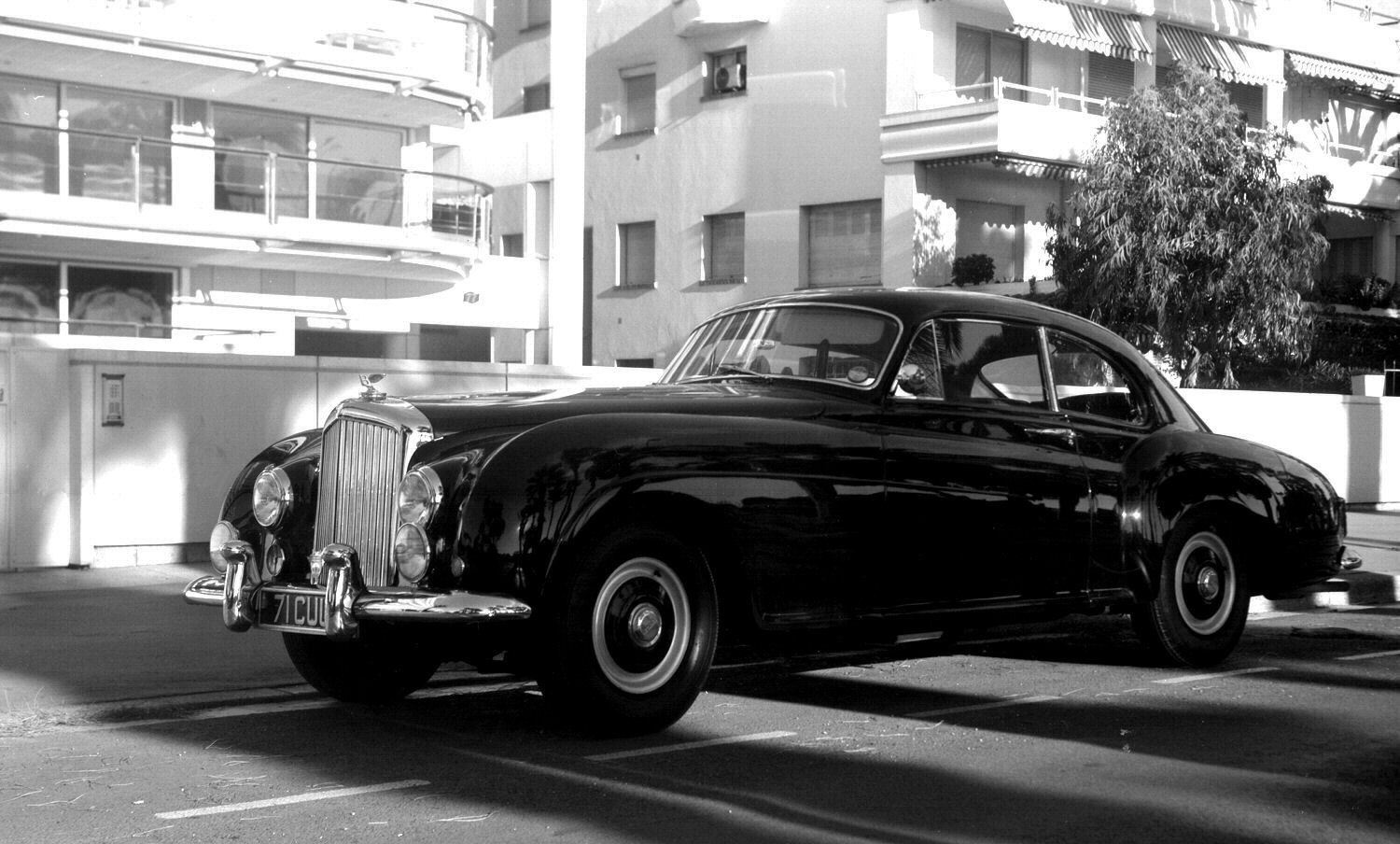
S1 Continental Fastback Coupé s karoserií od Mullinera

Rolls-Royce sloučil Bentleyho výrobní řadu do své vlastní, takže se značka Bentley stala pouze Rolls-Roycem bez výrazné masky chladiče, s nižší cenou. V 80. letech 20. století se Bentley opět stal samostatnou řadou vysokovýkonných automobilů. Nejdůležitějším modelem v době vlastnictví Rolls-Royce se stal Bentley Continental, který se objevil v různých podobách od roku 1952. Továrna Bentley v Crewe v hrabství Cheshire je stále známa jako „Royce's“.
- 1946–1952 Mark VI
- 1952–1955 R Type a Continental
- 1955–1959 S1 a Continental
- 1959–1962 S2 a Continental
- 1962–1965 S3 a Continental
- 1965–1980 Bentley T-series
  - 1965–1977 T1
  - 1977–1980 T2
- 1971–1984 Corniche
  - 1984–1995 Continental — s karoserií convertible (se skládací střechou)
    - 1992–1995 Continental Turbo
- 1975–1986 Camargue
- 1980–1987 Mulsanne
  - 1984–1988 Mulsanne L limuzína
  - 1982–1985 Mulsanne Turbo
  - 1987–1992 Mulsanne S
  - 1984–1992 Eight — levný model
  - 1985–1995 Turbo R — turbocharged výkonná verze
  - 1991–2002 Continental R — dvoudveřový model s turbodmychadlem
    - 1999–2003 Continental R Mulliner — výkonný model
    - 1994–1995 Continental S — turbodmychadlo s mezichladičem stlačeného vzduchu

  - 1992–1998 Brooklands — vylepšený model Eight
    - 1996–1998 Brooklands R — Brooklands se zvýšeným výkonem

  - 1994–1995 Turbo S — limitovaná edice sportovního modelu
  - 1995–1997 Turbo R — aktualizovaný Turbo R
    - 1996 Turbo R Sport — limitovaná edice sportovního modelu

  - 1995–2003 Azure — Continental R s karoserií convertible (vůz se skládací střechou)
    - 1999–2002 Azure Mulliner — výkonný model

  - 1996–2002 Continental T — výkonný model se zkráceným rozvorem
    - 1999 Continental T Mulliner — tužší odpružení

  - 1997–1998 Bentley Turbo RT — náhrada za Turbo R

## Bentley ve vlastnictví Volkswagen Group

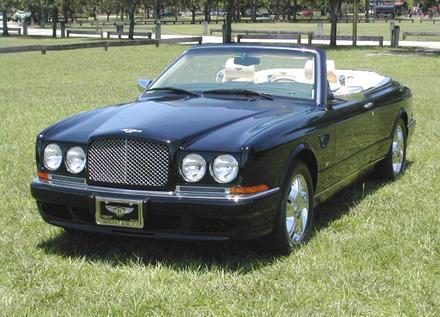
2003 Bentley Azure Mulliner Final Series

V roce 1998 byly společnosti Rolls-Royce a Bentley Motors koupeny od Vickersů (vlastníci od roku 1980) koncernem Volkswagen Group za 430 milionů liber, po nabídkovém řízení proti BMW. BMW nedávno začal dodávat součásti pro novou řadu automobilů, hlavně 8válcové motory pro Bentley Arnage a 12válcové motory pro Rolls-Royce Silver Seraph. Značka Rolls-Royce nebyla zahrnuta v nákupu koncernu Volkswagen Group, tu si licencovala společnost BMW (za 40 milionů liber) od Rolls-Royce, výrobce leteckých motorů.
BMW a Volkswagen Group se domluvily tak, že Volkswagen Group vyráběl vozidla Bentley a Rolls-Royce do konce roku 2002 a poté přešlo právo na výrobu vozů Rolls-Royce na BMW. Během této doby se Volkswagen přestal spoléhat na BMW jako dodavatele tím, že od roku 2003 nepoužívá motory BMW ve vozech Bentley.

### Moderní Bentley

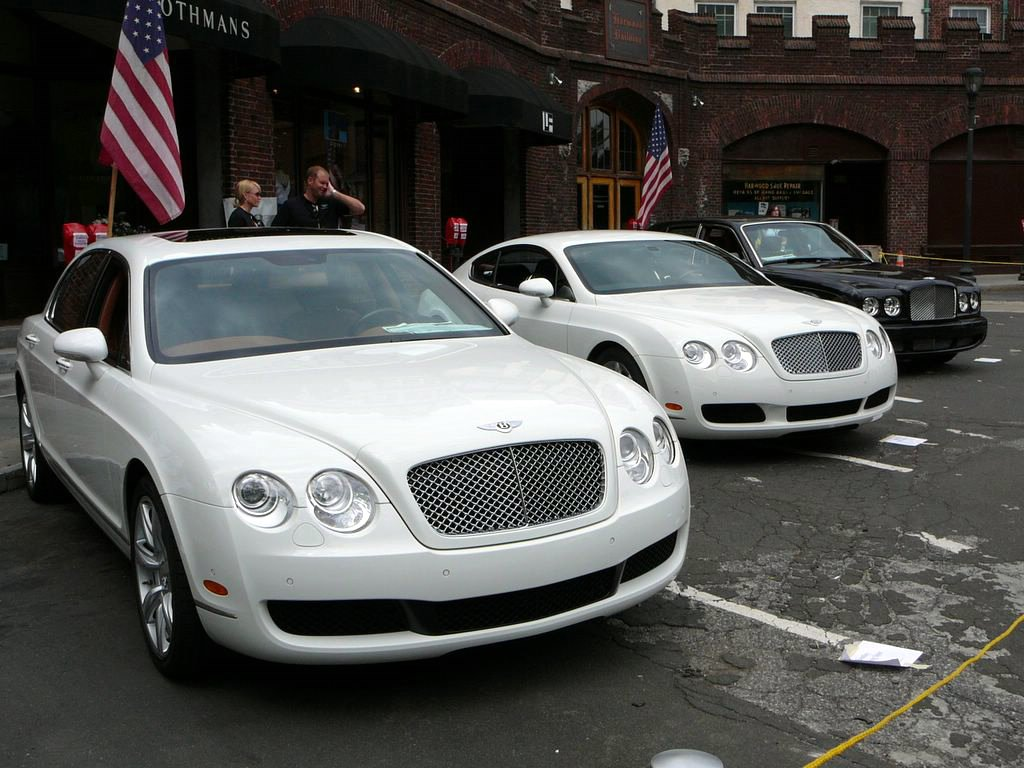
Flying Spur, Continental GT, a Arnage

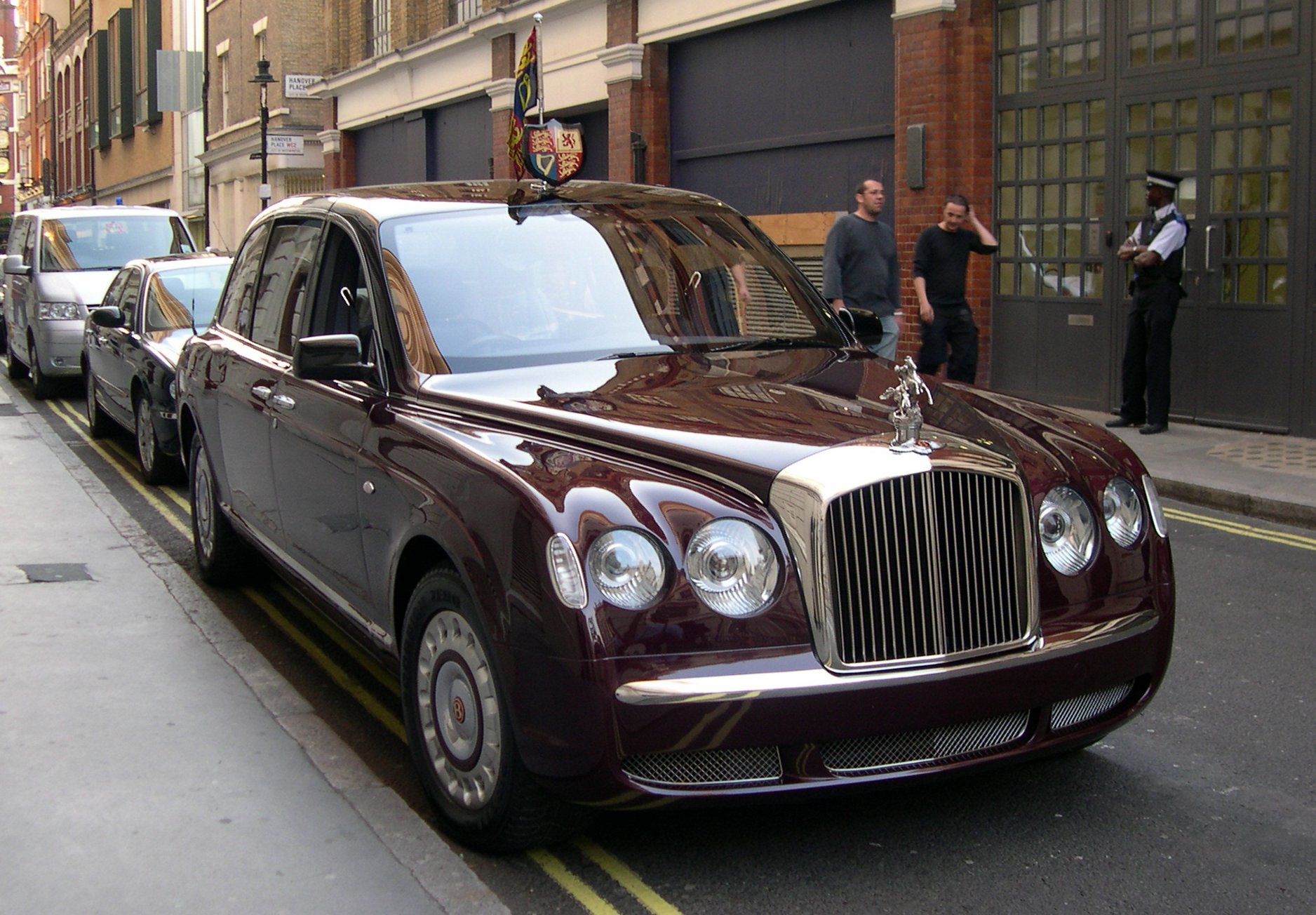
Bentley State Limousine královny Alžběty II.

V roce 2002 Bentley představil královně Alžbětě II. oficiální Bentley State Limousine k oslavám zlatého výročí. V roce 2003 zastavil výrobu Bentley Azure (2dveřová karoserie se skládací střechou) a představil Bentley Continental GT, velké luxusní kupé. Auto je poháněno 12válcovým motorem od Volkswagen.
Popularita vozu byla velká. Továrna v Crewe nebyla schopná uspokojit poptávku i přesto, že kapacita továrny byla 9500 automobilů ročně. Čekací doba na vozidlo se prodloužila na jeden rok. Následkem toho byla výroba nového Bentley Continental Flying Spur (2005), čtyřdveřové verze Continental GT, do továrny, kde se vyrábí VW Phaeton. Toto uspořádání zaniklo až na konci roku 2006, kdy se výroba všech Bentley vrátila do Crewe.
V dubnu 2005 Bentley potvrdil plány na výrobu čtyřsedadlového kabrioletu Bentley Azure, odvozeného od prototypu Bentley Arnage Drophead Coupe, výroba v Crewe začala v roce 2006]. Na konci roku 2005 byla také představena verze úspěšného Continentalu GT bez střechy, která se jmenuje Bentley Continental GTC. Tyto dva modely byly úspěšně nasazeny v roce 2006.
V roce 2005 se celosvětově prodalo 8 627 vozů, z toho 3,654 v USA. V roce 2021 bylo prodáno již 14 659 vozů. Výrobní program v roce 2021 sestával z modelů Bentayga, Flying Spur a Continental GT Coupé/Cabriolet.
- 1998– Arnage sedan
- 1999– Hunaudieres Concept
- 2002– Bentley State Limousine
- 2003– Continental GT kupé
- 2005– Continental Flying Spur sedan
- 2006– Azure convertible
- 2006– Continental GTC convertible
- 2007– Bentley Brooklands kupé
- 2010– Bentley Mulsanne
- 2014– Bentley Continental GT3-RS
- 2016– Bentley Bentayga SUV